# Knut Faldbakken

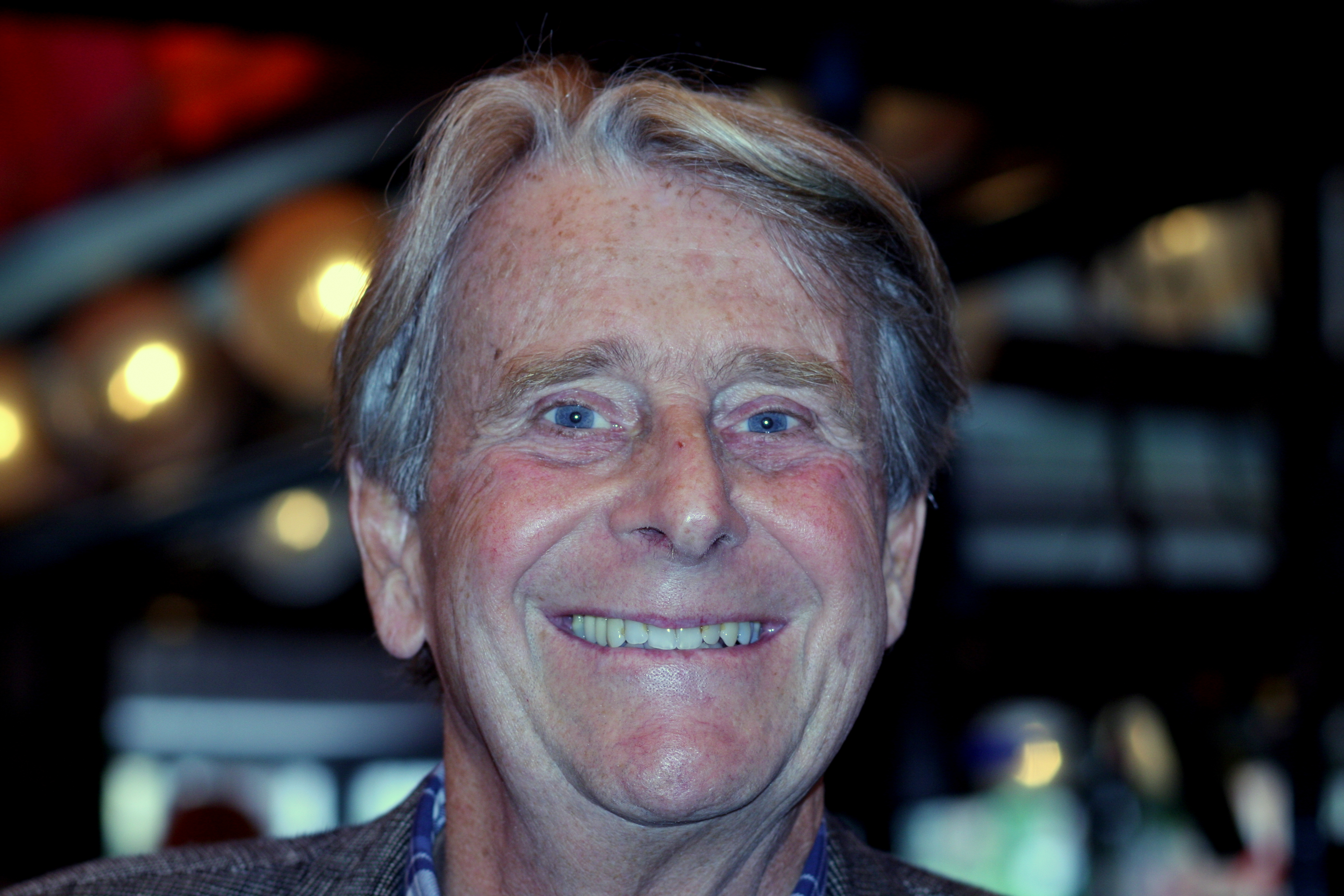
Knut Faldbakken 2011

Knut Faldbakken (nascido em Hamar a 31 de Agosto de 1941) é um escritor norueguês.

## Biografia
Faldbakken estudou psicologia na Universidade de Oslo e depois trabalhou como jornalista. Visitou vários países, tendo tido vários trabalhos como contabilista, marinheiro e operário fabril e começou a escrever livros em 1967 enquanto vivia em Paris.
Foi editor da revista literária Vinduet (A Janela) entre 1975 e 1979.
Os seus filhos Stefan Faldbakken e Matias Faldbakken ganharam notoriedade, o primeiro como realizador de cinema e o segundo como romancista.
Os seus livros foram publicados em 21 países e traduzidos para 18 línguas tendo vendido dois milhões de exemplares em todo o mundo.